# Pelurga manifesta
Pelurga manifesta là một loài bướm đêm trong họ Geometridae.